# でっかくなっちゃった赤い子犬 僕はクリフォード
『でっかくなっちゃった赤い子犬 僕はクリフォード』（でっかくなっちゃったあかいこいぬ ぼくはクリフォード、英: Clifford the Big Red Dog）は、2021年に公開されたアメリカ合衆国とカナダの合作による冒険コメディ映画。監督はウォルト・ベッカー。ノーマン・ブリッドウェルによる児童書『おおきいあかい クリフォード』シリーズに基づいている。

## ストーリー
家でも学校でもうまくいっていない中学生のエミリー・エリザベス。ある日彼女は魔法の動物の救助者から親友になる運命にある小さな赤い子犬、クリフォードを与えられるが、ある日クリフォードはニューヨーク市のアパートで巨大化してしまい動物を超大型化したい遺伝学会社から目をつけられる。エミリーとケイシーおじさんは、クリフォードを助ける為にニューヨーク中を走り回るがその途中、クリフォードは周囲の生活に影響を与え、エミリーとケイシーおじさんに愛の真の意味を教え、そして世界に大きな愛を教える。

## 登場人物
クリフォード
巨大化するまでに最初はゴミの中で暮らしていた小さな赤い犬。
エミリー・エリザベス
演 - ダービー・キャンプ、日本語吹替 - 花澤香菜
本作の主人公。12歳。遺伝学会社からクリフォードを救わなければならなくなる。
ケイシー・ハワードおじさん
演 - ジャック・ホワイトホール、日本語吹替 - 金丸淳一
エミリーの不器用でありながら性格の良い叔父であり、マギーの弟。
マギー・ハワード
演 - シエンナ・ギロリー、日本語吹替 - 日髙のり子
エミリーの母。
オーウェン・ユー
演 - アイザック・ワン、日本語吹替 - 三森すずこ
エミリーの同級生。高級アパートで暮らしている裕福なアジア系の少年。
Mr.ブリッドウェル
演 - ジョン・クリーズ、日本語吹替 - 緒方賢一
エミリーにクリフォードを与えた魔法の動物の救助者。彼は本作の原作の著者、ノーマン・ブリッドウェルにちなんで名付けらた。
ユーさん
演 - ラッセル・ウォン
オーウェンの父親。
サンチェス
演 - ポール・ロドリゲス
ボデガの店主。
ラウル
演 - ホレイショ・サンズ
サンチェスのボデガの店員。仕事中に片手を切断して義手に。
ティエラン
演 - トニー・ヘイル、日本語吹替 - 諏訪部順一
突然巨大化したクリフォードに目をつけた遺伝学会社の社長。
獣医
演 - キーナン・トンプソン、日本語吹替 - 真木駿一
ジャーヴィス夫人
演 - ベア・アレン・ブレイン、日本語吹替 - 東内マリ子
遺伝学会社からクリフォードを救うのを助ける弁護士。
パッカード氏
演 - デヴィッド・アラン・グリア、日本語吹替 - 宝亀克寿
エミリーたちが住んでいるアパートの管理人。
マリク
演 - ラッセル・ピーターズ、日本語吹替 - 落合福嗣
ルシール
演 - ロージー・ペレス、日本語吹替 - 犬山イヌコ
動物病院の受付。
ペトラ
演 - シオバン・ファロン、日本語吹替 - 田村千恵
コレット
演 - ジェシカ・キーナン・ウィン、日本語吹替 - 和優希
ティエランの弁護士。

## 公開
2021年11月10日に劇場公開と同時にParamount+で配信される。本作は当初2021年9月のトロント国際映画祭で初公開され、パラマウント映画による9月17日の劇場のみでの公開が予定されていたが、取りやめとなり更にパラマウントはCOVID-19のデルタ株の蔓延によりスケジュールから本作を削除した。なお、本作は当初は2020年11月13日に公開される予定だった。
本作は、2021年8月26日にロサンゼルスで開催されたシネマコンで上映された。

## 作品の評価
Rotten Tomatoesによれば、95件の評論のうち高評価は58%にあたる55件で、平均点は10点満点中5.4点、批評家の一致した見解は「幼い観客なら惹きつけられるかもしれないが、『でっかくなっちゃった赤い子犬 僕はクリフォード』は、その古典的な原作ほど魅力的なところにはどこにも近付いていない。」となっている。
Metacriticによれば、22件の評論のうち、高評価は6件、賛否混在は16件、低評価はなく、平均点は100点満点中55点となっている。